# 緋色の街/スカーレット・ストリート
『緋色の街/スカーレット・ストリート』（ひいろのまち、Scarlet Street）は1945年のアメリカ合衆国のサスペンス映画。監督はフリッツ・ラング、出演はエドワード・G・ロビンソンとジョーン・ベネットなど。ジョルジュ・ド・ラ・フシャルディエールの小説『La Chienne』およびそれを元にしたアンドレ・ムエジー＝エオンの同名舞台劇を原作としたジャン・ルノワール監督のフランス映画『牝犬』（1931年）のリメイク。フリッツ・ラング監督が女優ジョーン・ベネットと彼女の当時の夫で映画プロデューサーであるウォルター・ウェンジャーと共に設立した独立映画会社ダイアナ・プロが製作した第1回作品である。
日本では長く劇場未公開だったが、2012年9月22日から東京のシネマヴェーラ渋谷で開催された「フィルム・ノワールの世界」において『スカーレット・ストリート』の邦題で上映された。
フリッツ・ラング監督が本作の前年に発表した『飾窓の女』とメインキャストが同じであり、姉妹編とされている。

## ストーリー

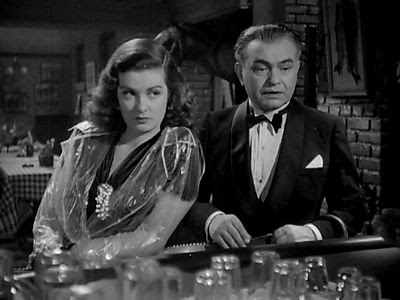
クリス・クロスを演じるエドワード・G・ロビンソンとキティ・マーチを演じるジョーン・ベネット

出納係として真面目に働いて来た中年サラリーマンのクリス・クロスは、自らの勤続25年を祝うパーティの帰りに、暴漢に襲われている美女キティ・マーチを助ける。実はキティは娼婦で、彼女のヒモであるジョニーと金のことで揉めていただけだったのだが、自らを女優と称するキティの言葉を鵜呑みにし、彼女に魅了されてしまったクリスは、とっさに自分が金持ちの画家であると嘘をついてしまう。翌日、この話を聞いたジョニーはキティにクリスを騙して金を巻き上げるように言う。最初は抵抗を示したキティだったが、暴力的なジョニーの言いなりになっている彼女は巧みにクリスを誘惑してその気にさせ、アトリエとして高級アパートを借りさせると、そこに囲われることになる。
一方、クリスは5年前に未亡人だったアデルと結婚したのだが、川に落ちた女性を助けるために行方不明となって溺れ死んだとされる前夫ヒギンズ刑事を偶像化しているアデルは、クリスを激しく虐げていた。そんな妻に辟易としていたクリスは妻が貯め込んでいた前夫の残した生命保険に手を付けてキティを囲っていたのである。ところが、唯一の趣味である絵を描くことすらアデルに嫌がられたクリスは、キティを住まわせているアパートに絵を運び込むと、更に金を無心するキティに、遂に会社の金にも手を付けてしまう。
クリスが有名な画家だと思い込んでいたジョニーはクリスの絵が高い値で売れると思っていたのだが、実はそうでないと知ると、街中で絵を売っている老人ポップにクリスの絵を預ける。ところが、高名な美術批評家であるジェインウェイがクリスの絵を気に入り、画商のデラロウとともに、ジョニーの後を追って来たポップに連れられてキティの住むアパートにやって来る。これをチャンスと思ったジョニーはとっさに絵を描いたのがキティだということにしてしまう。とまどうキティだったがクリスとの会話で得た絵画の知識を駆使して巧みに画家を装うと、ジェインウェイとデラロウは新進美人画家としてキティを売り出してしまう。
画廊でクリスの絵が売られているのを目撃したアデルは、クリスが「有名画家のキティ・マーチ」の絵を盗作したと思い込み、クリスを激しく責める。クリスはキティのもとに駆けつけ事情を確認するが、生活のために絵を売ったというキティの言葉を信じ込み、むしろ自分の絵が高く評価されたことを喜ぶ。そして、若く美しい女性であるキティが描いたことにした方が良いと考え、その後もキティの名義で絵を描くことになる。こうして、クリスによるキティ名義の絵画は個展を開くまでに評価されるようになる。
そんなある日、クリスのもとに死んだはずのヒギンズ刑事がみすぼらしい姿で現れる。実はヒギンズは汚職警官で、その事実が暴かれそうになったために自殺するつもりで、川に落ちた女性の後を追ったのだが、とっさに掴んだ彼女の帽子が実は財布で、そこに大金が入っていたことから、その金を奪って身を隠していたのだ。アデルと復縁するつもりはなく、黙って姿を消すので金をよこせと言うヒギンズに、クリスはヒギンズの生存が明らかになればアデルとの結婚が無効になり、晴れてキティと結婚できると考える。そこでクリスは、アデルが貯め込んでいるヒギンズの生命保険を盗み出すようにとヒギンズをそそのかして夜中に家に引き入れ、強引にアデルと引き合わせる。
突然に現れたヒギンズに慌てるアデルを放置し、クリスは荷物をまとめてキティのもとに向かう。ところが、アパートでキティとジョニーが愛し合っている姿を目撃したクリスは、自分が騙されていたことにようやく気付く。ショックを受けたクリスがその場を後にすると、キティとジョニーはクリスに全てを知られてしまったことに気付いて揉め出し、怒ったジョニーが出て行ってしまう。
バーで酒を呑んだクリスは酔いに任せてキティのもとにやって来ると彼女を責める。すると、開き直ったキティに醜い老人と罵られたクリスは咄嗟にアイスピックでキティをメッタ刺しにして殺してしまう。正気を取り戻したクリスが逃げ出そうとすると、そこに酔ったジョニーが戻って来る。クリスは身を隠して密かに逃げ出し、入れ違いに現場にやって来たジョニーがキティ殺害の犯人として逮捕される。一方、クリスは会社の金を盗んだことがばれ、社長の温情で告訴はされなかったものの、会社をクビになる。
ジョニーは犯行を否認するが、ジョニーがかねてより暴力的で、事件当日に酔って「キティを殺す」と言っていたなどの証言により、ジョニーに対する疑いは深まる。また、キティが画家ではなく、クリスが本当の作者であるとのジョニーの証言により証言台に立ったクリスが全てを否定したことで、ジョニーは故人を冒涜したとして更に心証を悪くし、結果としてクリスの証言が決め手となって死刑が確定する。それからしばらくして最後まで自分の無実を訴えながらもジョニーの死刑が執行される。
罪が一切問われなくなったクリスだったが、キティとジョニーを死に至らしめた罪悪感から2人の「声」を聞くようになり、首つり自殺を図る。隣人によって命は救われたものの、クリスはホームレスに身を落とす。キティとジョニーの「声」に苦しめられ続けるクリスは、何度も警察に自首するが、2人を殺したとの妄想に取り憑かれていると見なされ相手にされない。こうして5年が過ぎ、クリスが画廊の前を歩いていると、キティの「自画像」を裕福な夫人が1万ドルもの高額で購入する場に出くわす。それに気付いているとも気付いていないとも言えない様子でクリスは歩いて行く。

## キャスト

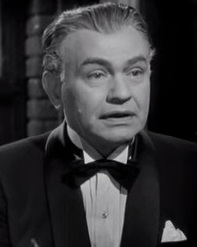
エドワード・G・ロビンソン
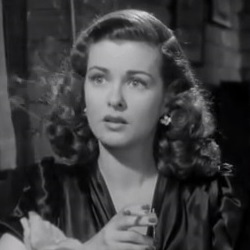
ジョーン・ベネット
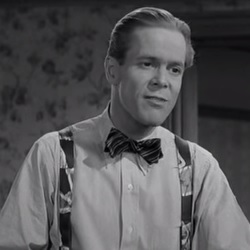
ダン・デュリエ
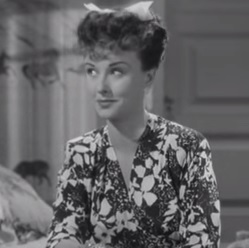
マーガレット・リンゼイ
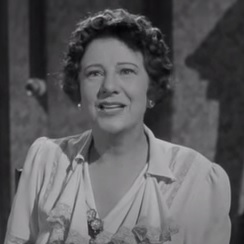
ロザリンド・アイヴァン
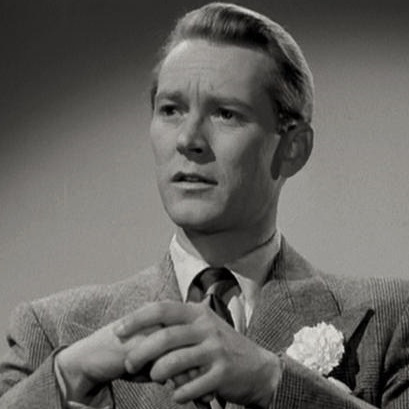
ジェス・バーカー

- クリストファー・クロス（クリス・クロス）: エドワード・G・ロビンソン - 勤続25年の真面目な出納係。
- キャサリン・マーチ（キティ・マーチ）: ジョーン・ベネット - 街娼。
- ジョニー・プリンス: ダン・デュリエ - キティの情夫（ヒモ）。
- ミリー・レイ: マーガレット・リンゼイ - キティの友人でルームメイト。
- アデル・クロス: ロザリンド・アイヴァン（英語版） - クリスの妻。
- デヴィッド・ジェインウェイ: ジェス・バーカー（英語版） - 美術批評家。現代美術界の権威。
- ホーマー・ヒギンズ: チャールズ・ケンパー（英語版） - 刑事部長。アデルの亡夫。
- ミス・マイケルズ: アニタ・シャープ＝ボルスター（英語版） - クリス夫妻の自宅アパートの下の階の部屋に住む女性。
- チャールズ・プリングル: サミュエル・S・ハインズ（英語版） - クリスの知人。
- ポップ・ルジョン: ウラディーミル・ソコロフ - 街の絵描き。
- デラロウ: アーサー・ロフト（英語版） - 画商。
- J・J・ホガース: ラッセル・ヒックス（英語版） - クリスの会社の社長。

## 作品の評価
Rotten Tomatoesによれば、15件の評論の全てが高く評価しており、平均点は10点満点中8.07点となっている。